# Гуаренья (Бадахос)
Гуаренья (ісп. Guareña) — муніципалітет в Іспанії, у складі автономної спільноти Естремадура, у провінції Бадахос. Населення — 7300 осіб (2010).
Муніципалітет розташований на відстані близько 270 км на південний захід від Мадрида, 75 км на схід від Бадахоса.
На території муніципалітету розташовані такі населені пункти: (дані про населення за 2010 рік)
- Гуаренья: 6907 осіб
- Торрефреснеда: 393 особи

## Демографія
Динаміка населення (INE ):

## Галерея зображень

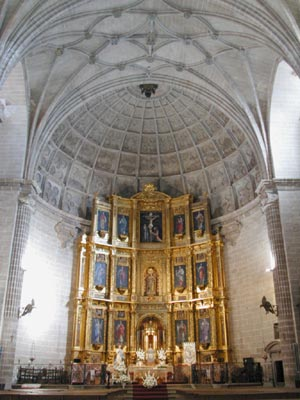
Вівтар церкви, Гуаренья